# 库尔蒂约
49°23′06″N 3°05′24″E / 49.385015°N 3.0899°E
库尔蒂厄（法語：Courtieux）是法国瓦兹省的一个市镇，属于贡比涅区（Compiègne）阿蒂希县（Attichy）。该市镇总面积2.62平方公里，2009年时的人口为187人。

## 人口
库尔蒂厄人口变化图示